# Namsaknoi Yudthagarngamtorn
Namsaknoi Yudthagarngamtorn (Chaiya, 13 ottobre 1979) è un thaiboxer thailandese.
Considerato uno dei più forti fighter di sempre, soprannominato dalla stampa thailandese "L'imperatore della Muay Thai", è stato campione dello Stadio Lumpinee per 6 anni consecutivi, tra il 2000 ed il 2006. Ha disputato 300 incontri vincendone 280, di cui 86 per KO, e perdendone solo 5.